# 长喙猎女神螺
长喙猎女神螺（学名：Trivirosta elongta）为猎女神螺科喙猎女神螺属的动物。

## 分佈
本物種在中国大陆分布于西沙群岛，该物种的模式产地在西沙群岛的琛航岛。
一般生活于暖海以及浅水产。

## 外部連結
- 維基物種上的相關：长喙猎女神螺